# Liste der Kulturdenkmäler in Hamburg-Sternschanze

## Legende
- ID: Gibt die vom Denkmalschutzamt Hamburg vergebene Objekt-ID (Identifikationsnummer) des Kulturdenkmals an, (in Klammern gegebenenfalls die Denkmalnummer nach altem Denkmalschutzgesetz).
- Adresse: Nennt den Straßennamen und, wenn vorhanden, die Hausnummer des Kulturdenkmals. Die Grundsortierung der Liste erfolgt nach dieser Adresse.
- Art: Zeigt an, ob es ein Objekt („O“) oder ein Ensemble („E“) ist.
- Datierung: Gibt die Datierung an; das Jahr der Fertigstellung bzw. den Zeitraum der Errichtung.
- Ensemble: Gibt die Nummer des Ensembles an, zu der das Objekt gehört, bzw. bei Ensembles die Nummer des Ensembles selbst.

Hinweis: Die Grundsortierung der Liste erfolgt nach der Adresse und ist alternativ nach ID, Art (Objekt oder Ensemble), Typ, Datierung, Entwurf oder Kurzbeschreibung sortierbar.

| ID           | Adresse | Art | Typ                                                                       | Kurzbeschreibung | Datierung                                                                      | Entwurf                                                                          | Ensemble | Bild |
| ------------ | --- | --- | ------------------------------------------------------------------------- | --- | ------------------------------------------------------------------------------ | -------------------------------------------------------------------------------- | -------- | --- |
| 30084        | Augustenpassage 3, 5, 7, 9, 11, 13, 15, 17, 19, Neuer Pferdemarkt 14, Sternstraße 39 (Lage) | E   |                                                                           | Augustenpassage / Sternstraße / Neuer Pferdemarkt |                                                                                |                                                                                  | 30084    | |
| 13571        | Augustenpassage 3 (Lage) | O   | Wohnhaus (Wohnpassage)                                                    | | 1860/1870, um                                                                  |                                                                                  | 30084    | |
| 13572        | Augustenpassage 5 (Lage) | O   | Wohnhaus (Wohnpassage)                                                    | | 1860/1870, um                                                                  |                                                                                  | 30084    | |
| 13573        | Augustenpassage 7 (Lage) | O   | Wohnhaus (Wohnpassage)                                                    | | 1860/1870, um                                                                  |                                                                                  | 30084    | |
| 13574        | Augustenpassage 9 (Lage) | O   | Wohnhaus (Wohnpassage)                                                    | | 1860/1870, um                                                                  |                                                                                  | 30084    | |
| 13575        | Augustenpassage 11 (Lage) | O   | Wohnhaus (Wohnpassage)                                                    | | 1860/1870, um                                                                  |                                                                                  | 30084    | |
| 13576        | Augustenpassage 13 (Lage) | O   | Wohnhaus (Wohnpassage)                                                    | | 1860/1870, um                                                                  |                                                                                  | 30084    | |
| 13577        | Augustenpassage 15 (Lage) | O   | Wohnhaus (Wohnpassage)                                                    | | 1860/1870, um                                                                  |                                                                                  | 30084    | |
| 13578        | Augustenpassage 17 (Lage) | O   | Wohnhaus (Wohnpassage)                                                    | | 1860/1870, um                                                                  |                                                                                  | 30084    | |
| 13579        | Augustenpassage 19 (Lage) | O   | Wohnhaus (Wohnpassage)                                                    | | 1860/1870, um                                                                  |                                                                                  | 30084    | |
| 29965        | Bartelsstraße 12, Schanzenstraße 75, 77 (Lage) | E   |                                                                           | Montblanc-Fabrik, errichtet als Tritonhaus | 1906                                                                           | Feindt, Carl                                                                     | 29965    | |
| 12178 (970)  | Bartelsstraße 12 (Lage) | O   | Fabrikanlage                                                              | Montblanc-Fabrik, errichtet als Delphinhaus | 1897–1907                                                                      | Meyer, Claus                                                                     | 29965    | |
| 29966        | Beckstraße 2, 4, 7, 8, 9, 10, 11, 12, 13, 14, 15, 16, 17, 18, 19, 20, 21, Neuer Pferdemarkt 17, 19 (Lage) | E   |                                                                           | Beckstraße / Neuer Pferdemarkt |                                                                                |                                                                                  | 29966    | |
| 12179        | Beckstraße 2 (Lage) | O   | Wohnhaus (Wohnpassage)                                                    | | 1860–70, um                                                                    |                                                                                  | 29966    | |
| 12180        | Beckstraße 4 (Lage) | O   | Wohnhaus (Wohnpassage)                                                    | | 1860–70, um                                                                    |                                                                                  | 29966    | |
| 12726        | Beckstraße 7 (Lage) | O   | Wohnhaus (Wohnpassage)                                                    | | 1860–70, um                                                                    |                                                                                  | 29966    | |
| 12727        | Beckstraße 8 (Lage) | O   | Wohnhaus                                                                  | | 1898/99                                                                        |                                                                                  | 29966    | |
| 12728        | Beckstraße 9 (Lage) | O   | Wohnhaus (Wohnpassage)                                                    | | 1898/99                                                                        |                                                                                  | 29966    | |
| 12729        | Beckstraße 10 (Lage) | O   | Wohnhaus (Wohnpassage)                                                    | | 1898/99                                                                        |                                                                                  | 29966    | |
| 12730        | Beckstraße 11 (Lage) | O   | Wohnhaus (Wohnpassage)                                                    | | 1898/99                                                                        |                                                                                  | 29966    | |
| 12731        | Beckstraße 12 (Lage) | O   | Wohnhaus (Wohnpassage)                                                    | | 1898/99                                                                        |                                                                                  | 29966    | |
| 12732        | Beckstraße 13 (Lage) | O   | Wohnhaus (Wohnpassage)                                                    | | 1898/99                                                                        |                                                                                  | 29966    | |
| 12733        | Beckstraße 14 (Lage) | O   | Wohnhaus (Wohnpassage)                                                    | | 1898/99                                                                        |                                                                                  | 29966    | |
| 12734        | Beckstraße 15 (Lage) | O   | Wohnhaus (Wohnpassage)                                                    | | 1898/99                                                                        |                                                                                  | 29966    | |
| 12735        | Beckstraße 16 (Lage) | O   | Wohnhaus (Wohnpassage)                                                    | | 1898/99                                                                        |                                                                                  | 29966    | |
| 12736        | Beckstraße 17 (Lage) | O   | Wohnhaus (Wohnpassage)                                                    | | 1898/99                                                                        |                                                                                  | 29966    | |
| 12737        | Beckstraße 18 (Lage) | O   | Wohnhaus (Wohnpassage)                                                    | | 1898/99                                                                        |                                                                                  | 29966    | |
| 12738        | Beckstraße 19 (Lage) | O   | Wohnhaus (Wohnpassage)                                                    | | 1898/99                                                                        |                                                                                  | 29966    | |
| 12739        | Beckstraße 20 (Lage) | O   | Wohnhaus (Wohnpassage)                                                    | | 1898/99                                                                        |                                                                                  | 29966    | |
| 12740        | Beckstraße 21 (Lage) | O   | Wohnhaus (Wohnpassage)                                                    | | 1898/99                                                                        |                                                                                  | 29966    | |
| 29991        | Beim Grünen Jäger 21, 23, 24, 25 (Lage) | E   |                                                                           | Beim Grünen Jäger 21–25 |                                                                                |                                                                                  | 29991    | |
| 12597        | Beim Grünen Jäger 21 (Lage) | O   | Wohngeschäftshaus                                                         | | 1890, um                                                                       |                                                                                  | 29991    | |
| 13559        | Beim Grünen Jäger östlich von Nr. 21 (Lage) | O   | Grenzstein                                                                | | 1850, um                                                                       |                                                                                  |          | |
| 13712        | Beim Grünen Jäger 23 (Lage) | O   | Etagenhaus                                                                | | 1870, um                                                                       |                                                                                  | 29991    | |
| 13713        | Beim Grünen Jäger 24 (Lage) | O   | Wohngeschäftshaus                                                         | | 1890, um                                                                       |                                                                                  | 29991    | |
| 13714        | Beim Grünen Jäger 25 (Lage) | O   | Wohngeschäftshaus                                                         | | 1890, um                                                                       |                                                                                  | 29991    | |
| 13560        | Beim Grünen Jäger östlich von Nr. 26 (Lage) | O   | Grenzstein                                                                | | 19. Jh.                                                                        |                                                                                  |          | |
| 15433        | Eifflerstraße 1 (Lage) | O   | Werkstattgebäude                                                          | | 1914                                                                           | Soll, August                                                                     |          | weitere Bilder |
| 16828        | Eifflerstraße 3 (Lage) | O   | Gemeindehaus                                                              | | 1899                                                                           | Kallmorgen, Georg                                                                |          | weitere Bilder |
| 30380        | Eifflerstraße 6, 8, 10, 12, 14, 16, 18, 20, 22 (Lage) | E   |                                                                           | Eifflerstraße 6–22 |                                                                                |                                                                                  | 30380    | |
| 15208        | Eifflerstraße 6 (Lage) | O   | Etagenhaus                                                                | | 1889                                                                           | Berschmann, Otto                                                                 | 30380    | |
| 16325        | Eifflerstraße 8 (Lage) | O   | Speicher (Hofbebauung)                                                    | | 1888                                                                           | Berschmann, Otto                                                                 | 30380    | |
| 15213        | Eifflerstraße 10 (Lage) | O   | Etagenhaus                                                                | | 1889                                                                           |                                                                                  | 30380    | |
| 16142        | Eifflerstraße 12 (Lage) | O   | Etagenhaus                                                                | | 1888                                                                           |                                                                                  | 30380    | |
| 16349        | Eifflerstraße 14, 16, 18 (Lage) | O   | Etagenhaus                                                                | | 1870, um                                                                       |                                                                                  | 30380    | |
| 16583        | Eifflerstraße 20 (Lage) | O   | Etagenhaus                                                                | | 1870, um                                                                       |                                                                                  | 30380    | |
| 13454        | Eifflerstraße 22 (Lage) | O   | Etagenhaus                                                                | | 1870, um                                                                       |                                                                                  | 30380    | |
| 30244        | Juliusstraße 2, 2a, 2b, 4, Stresemannstraße 71, 73, 75, 77a, 77b, 79, 81, 83, 85, 87a, 87b, 87c, 87d, 87e, 89, 91, 93, 95, 103 (Lage)                                                                                        | E   |                                                                           | Juliusstraße / Stresemannstraße |                                                                                |                                                                                  | 30244    | BW |
| 16856        | Juliusstraße 2, 2a (Lage) | O   | Etagenhaus                                                                | | 1887                                                                           | Hartick, Julius                                                                  | 30244    | |
| 16878        | Juliusstraße 2b (Lage) | O   | Etagenhaus                                                                | | 19. Jh., 4. Viertel                                                            |                                                                                  | 30244    | BW |
| 16231        | Juliusstraße 4 (Lage) | O   | Etagenhaus                                                                | | 1886                                                                           | Hartick, Julius                                                                  | 30244    | |
| 29203        | Juliusstraße 7, Stresemannstraße 69 (Lage) | O   | Postgebäude                                                               | Fernmeldeamt | 1926–27                                                                        | Teucke, Conrad (Postbauabteilung der Oberpostdirektion Hamburg) (mit Piegler)    |          | |
| 30402        | Juliusstraße 16, Lippmannstraße 58, 60, 62, 64, 64a, 66 (Lage) | E   |                                                                           | Juliusstraße 16, Lippmannstraße 58–66 |                                                                                |                                                                                  | 30402    | BW |
| 16826        | Juliusstraße 16 (Lage) | O   | Etagenhaus                                                                | | 1882                                                                           | Hartick, Julius                                                                  | 30402    | |
| 30065        | Kampstraße 6, 8, 10, 12, 16, 18, 20, 22 (Lage) | E   |                                                                           | Kampstraße 6–12, 16–22 |                                                                                |                                                                                  | 30065    | |
| 13249        | Kampstraße 6 (Lage) | O   | Etagenhaus                                                                | | 1878                                                                           | Nicht ermittelbar                                                                | 30065    | |
| 13250        | Kampstraße 8, 10 (Lage) | O   | Wohnhaus                                                                  | | 1860er Jahre                                                                   | Nicht ermittelbar                                                                | 30065    | |
| 13251        | Kampstraße 12 (Lage) | O   | Wohngeschäftshaus                                                         | | 1906                                                                           | Schmidt, Valentin                                                                | 30065    | |
| 13252        | Kampstraße 16, 18 (Lage) | O   | Etagenhaus                                                                | | 1860er Jahre                                                                   | Nicht ermittelbar                                                                | 30065    | |
| 13253        | Kampstraße 20, 22 (Lage) | O   | Etagenhaus                                                                | | 1877/78                                                                        | Nicht ermittelbar                                                                | 30065    | |
| 28121        | Kleiner Schäferkamp 43 (Lage) | O   | Krankenhaus                                                               | Freimaurer-Krankenhaus | 1884–1885; 1933–1935                                                           | Hardorff, Max                                                                    |          | |
| 30070        | Lagerstraße 21, 23, 25, 27, 29, 33, Schanzenstraße 72, Sternstraße 123, 125 (Lage) | E   |                                                                           | Lagerstraße / Schanzenstraße / Sternstraße |                                                                                |                                                                                  | 30070    | BW |
| 13289        | Lagerstraße 21 (Lage) | O   | Etagenhaus                                                                | | 1875, um; 1906 (Umbau)                                                         | Nicht ermittelbar; Stolp, Julius (Umbau)                                         | 30070    | |
| 13290        | Lagerstraße 23 (Lage) | O   | Etagenhaus                                                                | | 1870, um                                                                       |                                                                                  | 30070    | |
| 13291        | Lagerstraße 25 (Lage) | O   | Etagenhaus                                                                | | 1870, um                                                                       |                                                                                  | 30070    | |
| 13293        | Lagerstraße 27 (Lage) | O   | Etagenhaus                                                                | | 1874                                                                           | Bregartner, Wilhelm                                                              | 30070    | |
| 13296        | Lagerstraße 29 (Lage) | O   | Etagenhaus                                                                | | 1874                                                                           | Hart, Joh. Emil                                                                  | 30070    | |
| 13298        | Lagerstraße 33 (Lage) | O   | Etagenhaus                                                                | | 1875                                                                           | Hart, Joh. Emil                                                                  | 30070    | |
| 13299 (767)  | Lerchenstraße 106 (Lage) | O   | Wohnhaus                                                                  | | 1850, um                                                                       |                                                                                  |          | |
| 39030        | Lippmannstraße 58 (Lage) | O   | Wohnhaus                                                                  | | 1960                                                                           |                                                                                  | 30402    | |
| 16546        | Lippmannstraße 60 (Lage) | O   | Etagenhaus                                                                | | 1880                                                                           | Liedtke, Johannes                                                                | 30402    | |
| 14021        | Lippmannstraße 62 (Lage) | O   | Etagenhaus                                                                | | 1880                                                                           | Liedtke, Johannes                                                                | 30402    | |
| 15216        | Lippmannstraße 64, 64a (Lage) | O   | Etagenhaus (Vorderhaus); Wohngebäude (Hinterhaus)                         | | 1880                                                                           | Liedtke, Johannes                                                                | 30402    | |
| 16547        | Lippmannstraße 66 (Lage) | O   | Etagenhaus                                                                | | 1880                                                                           | Biesterfeld, H.                                                                  | 30402    | |
| 13300        | Ludwigstraße 1 (Lage) | O   | Etagenhaus                                                                | ca. 2003 abgerissen | 1867                                                                           | Holtz, J. H. L.                                                                  |          | BW |
| 13301        | Ludwigstraße 7, 9 (Lage) | O   | Schulgebäude                                                              | Schule Ludwigstraße | 1904                                                                           | Hochbauabteilung (Lämmerhirt)                                                    |          | weitere Bilder |
| 43768        | Max-Brauer-Allee 200–202 (Lage) | O   | Sternbrücke                                                               | Bahnbrücke/Widerlager/Gewerbebau/Kasematte | 1891/1894, 1926, (gestaltprägender Umbau mit Erneuerung Überbau)               | Königliche Eisenbahn-Direktion Altona                                            | 43773    | |
| 30072        | Neuer Kamp 1, Neuer Pferdemarkt 32, 33 (Lage) | E   |                                                                           | Neuer Kamp / Neuer Pferdemarkt |                                                                                |                                                                                  | 30072    | |
| 13322        | Neuer Kamp 1 (Lage) | O   | Wohnhaus                                                                  | | 1880, um                                                                       |                                                                                  | 30072    | |
| 30073        | Neuer Kamp 9, 11, 13, 15, 17, 19 (Lage) | E   |                                                                           | Neuer Kamp 9–19 |                                                                                |                                                                                  | 30073    | |
| 13323        | Neuer Kamp 9, 11 (Lage) | O   | Etagenhaus                                                                | | 1901 (vermutl.)                                                                |                                                                                  | 30073    | |
| 13324        | Neuer Kamp 13 (Lage) | O   | Etagenhaus                                                                | | 1878; 1895 (Umbau)                                                             | Grimm, John                                                                      | 30073    | |
| 13325        | Neuer Kamp 15, 17 (Lage) | O   | Etagenhaus                                                                | | 1878                                                                           | Engelhard                                                                        | 30073    | |
| 13326        | Neuer Kamp 19 (Lage) | O   | Etagenhaus                                                                | | 1878                                                                           | Grimm, John                                                                      | 30073    | |
| 13329        | Neuer Pferdemarkt 13 (Lage) | O   | Wohngeschäftshaus                                                         | Von 1874 bis 1907 Standort des Tierpark Hagenbecks | 1906                                                                           | Haller & Geißler (Haller, Martin/Geißler, Hermann)                               |          | |
| 13580        | Neuer Pferdemarkt 14 (Lage) | O   | Wohngebäude (Vorderhaus, Wohnterrasse)                                    | | 1860/1870, um                                                                  |                                                                                  | 30084    | |
| 13330        | Neuer Pferdemarkt 17 (Lage) | O   | Wohngebäude (Vorderhaus, Wohnterrasse)                                    | | 1898                                                                           |                                                                                  | 29966    | |
| 13331        | Neuer Pferdemarkt 19 (Lage) | O   | Wohngebäude (Vorderhaus, Wohnterrasse)                                    | | 1898                                                                           |                                                                                  | 29966    | |
| 13332        | Neuer Pferdemarkt 20 (Lage) | O   | Wohnhaus                                                                  | | 1880, um                                                                       |                                                                                  |          | |
| 13333        | Neuer Pferdemarkt 21 (Lage) | O   | Etagenhaus                                                                | | 1880, um                                                                       |                                                                                  |          | |
| 29314        | Neuer Pferdemarkt 23 (Lage) | O   | Tierklinik/Stallgebäude                                                   | Neuer Pferdemarkt 23, ehem. Veterinärhof, Ensemble aus den erhaltenen Teilen der als Tierklinik bzw. Stall genutzten Hofbebauung und des historischen Pflasters im Hof | 1904 (Stallgebäude)                                                            | Heidenreich, Conrad (1904)                                                       |          | |
| 13334        | Neuer Pferdemarkt 27 (Lage) | O   | Fabrikgebäude                                                             | Wagenbaufabrik | 1893                                                                           | Grotjan, Johannes Martin Friedrich                                               |          | |
| 13335        | Neuer Pferdemarkt 32 (Lage) | O   | Etagenhaus                                                                | | 1885, um                                                                       |                                                                                  | 30072    | |
| 13336        | Neuer Pferdemarkt 33 (Lage) | O   | Wohngeschäftshaus                                                         | | 1907, ca.                                                                      |                                                                                  | 30072    | |
| 13337        | Neuer Pferdemarkt vor Nr. 33 (Lage) | O   | Litfaßsäule                                                               | | 1877, vor                                                                      |                                                                                  |          | |
| 30077        | Rosenhofstraße 1, 5, 7, 9, 11, 13, 15, 17, 24, 26, Schulterblatt 58a, 60, 62, 64, 66, 70, 72, 74, 78, 82, 84, 86, 88, 92, 98, Susannenstraße 1, 3, 4, 5, 6, 7, 8, 9, 9a, 9b, 10, 36, 37, 39, 40, 42, 43 (Lage)               | E   |                                                                           | Rosenhofstraße / Schulterblatt / Susannenstraße |                                                                                |                                                                                  | 30077    | BW |
| 13459        | Rosenhofstraße 1, 5, Susannenstraße 37, 39, 40 (Lage) | O   | Wohngeschäftshaus                                                         | | 1890, um                                                                       |                                                                                  | 30077    | |
| 12903        | Rosenhofstraße 7 (Lage) | O   | Etagenhaus                                                                | | 1890                                                                           |                                                                                  | 30077    | |
| 12904        | Rosenhofstraße 9 (Lage) | O   | Etagenhaus                                                                | | 1890                                                                           | Itzen, Friedrich                                                                 | 30077    | |
| 12905        | Rosenhofstraße 11 (Lage) | O   | Etagenhaus                                                                | | 1891                                                                           |                                                                                  | 30077    | |
| 12906        | Rosenhofstraße 13 (Lage) | O   | Etagenhaus                                                                | | 1891                                                                           |                                                                                  | 30077    | |
| 12907        | Rosenhofstraße 15 (Lage) | O   | Etagenhaus                                                                | | 1890                                                                           |                                                                                  | 30077    | |
| 12908        | Rosenhofstraße 17 (Lage) | O   | Wohngeschäftshaus                                                         | | 1890                                                                           | Karnatz, Adolf                                                                   | 30077    | |
| 12909        | Rosenhofstraße 24 (Lage) | O   | Etagenhaus                                                                | | 1891                                                                           | Johann, Carl/Toll, Eduard                                                        | 30077    | |
| 12910        | Rosenhofstraße 26 (Lage) | O   | Etagenhaus                                                                | | 1891                                                                           | Toll, Carl Johann Eduard                                                         | 30077    | |
| 30078        | Schanzenstraße 1, 3, 5, Schulterblatt 10, 12 (Lage) | E   |                                                                           | Schanzenstraße / Schulterblatt |                                                                                |                                                                                  | 30078    | |
| 12911        | Schanzenstraße 1 (Lage) | O   | Wohngeschäftshaus                                                         | | 1895, um                                                                       |                                                                                  | 30078    | |
| 13561        | Schanzenstraße östlich von Nr. 1 (Lage) | O   | Grenzstein                                                                | | 1895                                                                           |                                                                                  |          | |
| 12912        | Schanzenstraße 3 (Lage) | O   | Wohngeschäftshaus                                                         | | 1894                                                                           | Krümicken, Wilhelm                                                               | 30078    | |
| 13562        | Schanzenstraße südlich von Nr. 3 (Lage) | O   | Grenzstein                                                                | | 1895                                                                           |                                                                                  |          | |
| 13563        | Schanzenstraße südöstlich von Nr. 3/5 (Lage) | O   | Grenzstein                                                                | | 1895                                                                           |                                                                                  |          | |
| 12031        | Schanzenstraße 5 (Lage) | O   | Wohngeschäftshaus                                                         | | 1894                                                                           | Krümicken, Wilhelm                                                               | 30078    | |
| 12032        | Schanzenstraße südöstlich von Nr. 5/7 (Lage) | O   | Grenzstein                                                                | | 1895                                                                           |                                                                                  |          | |
| 12033        | Schanzenstraße 25 (Lage) | O   | Wohnhaus                                                                  | | 1860, um; 1865 (Umbau); 1925 (Umbau)                                           |                                                                                  |          | |
| 30079        | Schanzenstraße 31, 33, 33a, 33b, 33c, 35, 37, 39, 39a, 41, 41a, 41a HAUS 1, 41a HAUS 11, 41a HAUS 2, 41a HAUS 3, 41a HAUS 4, 41a HAUS 7, 41a HAUS 9, 43, 45, Schulterblatt 24, 24a, 24b, 24c, 24d, 24e, 24f, 24g, 24h (Lage) | E   |                                                                           | Wohnterrassen Bach-Terrasse / Hamburger Hof |                                                                                |                                                                                  | 30079    | [[Vorlage:Bilderwunsch/code!/C:53.5608,9.96425!/D:Schanzenstraße 31, 33, 33a, 33b, 33c, 35, 37, 39, 39a, 41, 41a, 41a HAUS 1, 41a HAUS 11, 41a HAUS 2, 41a HAUS 3, 41a HAUS 4, 41a HAUS 7, 41a HAUS 9, 43, 45, Schulterblatt 24, 24a, 24b, 24c, 24d, 24e, 24f, 24g, 24h!/\|BW]] |
| 12034        | Schanzenstraße 31, 33, 35, 37 (Lage) | O   | Wohngeschäftshaus                                                         | | 1879                                                                           | Bode, W.                                                                         | 30079    | |
| 12036        | Schanzenstraße 33a (Lage) | O   | Wohngebäude (Hinterhaus, Wohnterrasse)                                    | | 1880, ca.                                                                      | Bode, W.                                                                         | 30079    | |
| 12035        | Schanzenstraße 33b, 33c (Lage) | O   | Wohngebäude (Hinterhäuser, Wohnterrasse)                                  | | 1880, ca.                                                                      | Bode, W.                                                                         | 30079    | |
| 12037        | Schanzenstraße 39, 39a, 41, 41a (Lage) | O   | Wohngeschäftshaus (Vorderhaus, Wohnterrasse)                              | | 1880, ca.                                                                      |                                                                                  | 30079    | |
| 12038        | Schanzenstraße 41a HAUS 1, 41a HAUS 3 (Lage) | O   | Wohngebäude (Hinterhaus, Wohnterrasse)                                    | | 1880, um                                                                       |                                                                                  | 30079    | BW |
| 12039        | Schanzenstraße 41a HAUS 2, 41a HAUS 4 (Lage) | O   | Wohngebäude (Hinterhaus, Wohnterrasse)                                    | | 1860–80, ca.                                                                   |                                                                                  | 30079    | BW |
| 14805        | Schanzenstraße 41a HAUS 11, 41a HAUS 7, 41a HAUS 9 (Lage) | O   | Wohngebäude (Hinterhaus, Wohnterrasse)                                    | | 1860–80, ca.                                                                   |                                                                                  | 30079    | BW |
| 12040        | Schanzenstraße 43, 45 (Lage) | O   | Wohngeschäftshaus                                                         | Bach-Terrasse | 1880, ca.                                                                      |                                                                                  | 30079    | |
| 12041 (1124) | Schanzenstraße 56, 58, 62 (Lage) | O   | Wohngeschäftshaus                                                         | | 1896                                                                           | Rambatz & Jolasse (Rambatz, Johann Gottlieb/Jolasse, Wilhelm)                    |          | |
| 12042        | Schanzenstraße 72 (Lage) | O   | Wohngeschäftshaus                                                         | | 1894 (vermutl.)                                                                |                                                                                  | 30070    | |
| 12043 (970)  | Schanzenstraße 75, 77 (Lage) | O   | Fabrikverwaltungsgebäude                                                  | Montblanc-Fabrik | 1906                                                                           | Feindt, Carl                                                                     | 29965    | weitere Bilder |
| 18398        | Schanzenstraße o.Nr. (Lage) | O   | Bahnbrücke                                                                | | 1903                                                                           |                                                                                  |          | |
| 12915        | Schulterblatt 10 (Lage) | O   | Wohngeschäftshaus                                                         | | 1894                                                                           | Krümicken, Wilhelm                                                               | 30078    | |
| 12916        | Schulterblatt 12 (Lage) | O   | Wohngeschäftshaus                                                         | | 1894                                                                           | Krümicken, Wilhelm                                                               | 30078    | |
| 30080        | Schulterblatt 14, 16, 18 (Lage) | E   |                                                                           | Schulterblatt 14–18 |                                                                                |                                                                                  | 30080    | |
| 12917        | Schulterblatt 14 (Lage) | O   | Wohngeschäftshaus                                                         | | 1914                                                                           | Engel, Semmy                                                                     | 30080    | |
| 12918        | Schulterblatt 16 (Lage) | O   | Wohngeschäftshaus                                                         | | 1914                                                                           | Engel, Semmy                                                                     | 30080    | |
| 12919        | Schulterblatt 18 (Lage) | O   | Wohngeschäftshaus                                                         | | 1914                                                                           | Engel, Semmy                                                                     | 30080    | |
| 14839        | Schulterblatt 24 (Lage) | O   | Wohngebäude (Vorderhaus)                                                  | Hamburger Hof | 1880                                                                           |                                                                                  | 30079    | |
| 14840        | Schulterblatt 24a, 24b, 24c, 24d (Lage) | O   | Wohngebäude (Hinterhäuser, Wohnterrasse)                                  | Hamburger Hof | 1880                                                                           |                                                                                  | 30079    | |
| 12920        | Schulterblatt 24e, 24f, 24g, 24h (Lage) | O   | Wohngebäude (Hinterhäuser, Wohnterrasse)                                  | Hamburger Hof | 1880                                                                           |                                                                                  | 30079    | |
| 12921        | Schulterblatt 26, 36 (Lage) | O   | Wohn- und Geschäftshaus (Boardinghaus)                                    | Boardinghaus des Westens | 1930                                                                           | Klophaus, Schoch, zu Putlitz (Klophaus, Rudolf/Schoch, August/zu Putlitz, Erich) |          | |
| 12922        | Schulterblatt 45 (Lage) | O   | Wohnhaus                                                                  | | 1880, um                                                                       |                                                                                  |          | |
| 29315        | Schulterblatt 58 (Lage) | O   | Fabrikanlage (Kontor- und Wohnhaus; Fabrikgebäude; Pförtnerhaus; u. a.)   | Schulterblatt 58, Fabrikanlage mit Kontor- und Wohnhaus zur Straße, Fabrikgebäude und Pförtnerhaus                                                                     | 1873–74 (Vorderhaus); 1880 (Hinter- und Pförtnerhaus); 1909 (Umbau Vorderhaus) | Herrmann, C. E.; Jacobssen, Richard                                              |          | |
| 12923        | Schulterblatt 58a (Lage) | O   | Etagenhaus                                                                | | 1880, um                                                                       |                                                                                  | 30077    | |
| 12924        | Schulterblatt 60, 62 (Lage) | O   | Etagenhaus (Vorderhaus, Wohnterrasse)                                     | | 1895                                                                           |                                                                                  | 30077    | |
| 12926        | Schulterblatt 64, 66 (Lage) | O   | Wohngeschäftshaus                                                         | | 1890                                                                           | Hartick, Julius                                                                  | 30077    | |
| 12649        | Schulterblatt 70, Susannenstraße 1 (Lage) | O   | Wohngeschäftshaus                                                         | | 1890                                                                           | Hartick, Julius                                                                  | 30077    | |
| 13564        | Schulterblatt westlich von Nr. 70 (Lage) | O   | Grenzstein                                                                | | 1889                                                                           |                                                                                  |          | |
| 12650        | Schulterblatt 72, 74, Susannenstraße 42, 43 (Lage) | O   | Wohngeschäftshaus                                                         | | 1890, um                                                                       |                                                                                  | 30077    | |
| 16857        | Schulterblatt 75 (Lage) | O   | Wohn- und Geschäftshäuser                                                 | | 1887                                                                           |                                                                                  | 30296    | |
| 30296        | Schulterblatt 75, 79, 79a, 81, 83 (Lage) | E   |                                                                           | Schulterblatt 75, 79- 83 |                                                                                |                                                                                  | 30296    | |
| 12651        | Schulterblatt 78 (Lage) | O   | Wohngeschäftshaus                                                         | | 1890                                                                           |                                                                                  | 30077    | |
| 15434        | Schulterblatt 79, 79a (Lage) | O   | Wohn- und Geschäftshäuser                                                 | | 1887                                                                           |                                                                                  | 30296    | |
| 16821        | Schulterblatt 81, 83 (Lage) | O   | Wohn- und Geschäftshäuser                                                 | | 1887                                                                           |                                                                                  | 30296    | |
| 12652        | Schulterblatt 82 (Lage) | O   | Wohngeschäftshaus                                                         | | 1897, um                                                                       |                                                                                  | 30077    | |
| 12653        | Schulterblatt 84 (Lage) | O   | Wohngeschäftshaus                                                         | | 1897, um                                                                       |                                                                                  | 30077    | |
| 13565        | Schulterblatt westlich von Nr. 84/86 (Lage) | O   | Grenzstein                                                                | | 1889                                                                           |                                                                                  |          | |
| 13350        | Schulterblatt 86 (Lage) | O   | Wohngeschäftshaus                                                         | | 1950er Jahre                                                                   |                                                                                  | 30077    | |
| 13351        | Schulterblatt 88 (Lage) | O   | Wohngeschäftshaus                                                         | | 19. Jh., spätes                                                                | Hartick, Julius                                                                  | 30077    | |
| 13566        | Schulterblatt westlich von Nr. 88 (Lage) | O   | Grenzstein                                                                | | 1889                                                                           |                                                                                  |          | |
| 13567        | Schulterblatt westlich von Nr. 88/92 (Lage) | O   | Grenzstein                                                                | | 1889                                                                           |                                                                                  |          | |
| 13352        | Schulterblatt 92 (Lage) | O   | Wohngeschäftshaus                                                         | | 1890                                                                           | Karnatz, Adolf                                                                   | 30077    | |
| 13353        | Schulterblatt 98 (Lage) | O   | Wohngeschäftshaus                                                         | | 1890                                                                           |                                                                                  | 30077    | |
| 13568        | Schulterblatt westlich von Nr. 98 (Lage) | O   | Grenzstein                                                                | | 1889                                                                           |                                                                                  |          | |
| 19118 (907)  | Sternschanze 1 (Lage) | O   | Bahnhof                                                                   | Bahnhofsempfangsgebäude der Verbindungsbahn | 1864/1866                                                                      |                                                                                  |          | |
| 19194        | Sternschanze 2 (Lage) | O   | Bahnhof (U-Bahn)                                                          | U-Bahnhof Sternschanze | 1911                                                                           | Volz (Regierungsbaumeister)                                                      |          | |
| 18174        | Sternschanze östlich von Nr. 2 (Lage) | O   | Umspannstation                                                            | 2013 abgerissen | 1903, um                                                                       |                                                                                  |          | |
| 19117 (979)  | Sternschanze 6 (Lage) | O   | Wasserturm                                                                | Wasserturm Sternschanze | 1907/1910                                                                      | Schwarz, W.                                                                      |          | |
| 19142        | Sternschanze 7 (Lage) | O   | Luftschutzbau, Zombeck-Turm                                               | | 1940                                                                           |                                                                                  |          | |
| 30082        | Sternstraße 17, 17 HAUS 1, 17 HAUS 10, 17 HAUS 11, 17 HAUS 12, 17 HAUS 2, 17 HAUS 3, 17 HAUS 4, 17 HAUS 5, 17 HAUS 6, 17 HAUS 7, 17 HAUS 8, 17 HAUS 9, 19, 21, 23 (Lage)                                                     | E   |                                                                           | Wissler-Terrasse |                                                                                |                                                                                  | 30082    | |
| 13545        | Sternstraße 17 (Lage) | O   | Wohngebäude (Vorderhaus, Wohnterrasse)                                    | Wissler-Terrasse | 1865–66                                                                        | Zollischeck, G. H. F.                                                            | 30082    | |
| 14844        | Sternstraße 17 HAUS 1, 17 HAUS 2, 17 HAUS 3, 17 HAUS 4, 17 HAUS 5, 17 HAUS 6 (Lage) | O   | Wohngebäude (Hinterhäuser, Wohnterrasse)                                  | Wissler-Terrasse | 1865/66                                                                        | Zollischeck, G. H. F.                                                            | 30082    | |
| 13546        | Sternstraße 17 HAUS 10, 17 HAUS 11, 17 HAUS 12, 17 HAUS 7, 17 HAUS 8, 17 HAUS 9 (Lage) | O   | Wohngebäude (Hinterhäuser, Wohnterrasse)                                  | Wissler-Terrasse | 1865/66                                                                        | Zollischeck, G. H. F.                                                            | 30082    | |
| 13547        | Sternstraße 19 (Lage) | O   | Wohngebäude (Vorderhaus, Wohnterrasse)                                    | Wissler-Terrasse | 1865/66                                                                        | Zollischeck, G. H. F.                                                            | 30082    | |
| 13548        | Sternstraße 21 (Lage) | O   | Wohngebäude (Vorderhaus, Wohnterrasse)                                    | Wissler-Terrasse | 1865/66                                                                        | Zollischeck, G. H. F.                                                            | 30082    | |
| 13549        | Sternstraße 23 (Lage) | O   | Wohngebäude (Vorderhaus, Wohnterrasse)                                    | Wissler-Terrasse | 1865/66                                                                        | Zollischeck, G. H. F.                                                            | 30082    | |
| 30083        | Sternstraße 25, 27, 27 HAUS 1, 27 HAUS 10, 27 HAUS 12, 27 HAUS 13, 27 HAUS 14, 27 HAUS 15, 27 HAUS 16, 27 HAUS 17, 27 HAUS 18, 27 HAUS 2, 27 HAUS 3, 27 HAUS 4, 27 HAUS 5, 27 HAUS 6, 27 HAUS 7, 27 HAUS 8, 27 HAUS 9 (Lage) | E   |                                                                           | Zollischeck-Terrasse |                                                                                |                                                                                  | 30083    | |
| 13550        | Sternstraße 25 (Lage) | O   | Wohngebäude (Vorderhaus, Wohnterrasse)                                    | Zollischeck-Terrasse | 1867                                                                           | Zollischeck, G. H. F.                                                            | 30083    | |
| 13551        | Sternstraße 27 (Lage) | O   | Wohngebäude (Vorderhaus, Wohnterrasse)                                    | Zollischeck-Terrasse | 1867                                                                           | Zollischeck, G. H. F.                                                            | 30083    | |
| 13552        | Sternstraße 27 HAUS 1, 27 HAUS 2, 27 HAUS 3, 27 HAUS 4, 27 HAUS 5, 27 HAUS 6, 27 HAUS 7, 27 HAUS 8, 27 HAUS 9 (Lage) | O   | Wohngebäude (Hinterhäuser, Wohnterrasse)                                  | Zollischeck-Terrasse | 1867                                                                           | Zollischeck, G. H. F.                                                            | 30083    | |
| 14845        | Sternstraße 27 HAUS 10, 27 HAUS 12, 27 HAUS 13, 27 HAUS 14, 27 HAUS 15, 27 HAUS 16, 27 HAUS 17, 27 HAUS 18 (Lage) | O   | Wohngebäude (Hinterhäuser, Wohnterrasse)                                  | Zollischeck-Terrasse | 1867                                                                           | Zollischeck, G. H. F.                                                            | 30083    | |
| 13553        | Sternstraße 39 (Lage) | O   | Wohngebäude (Vorderhaus, Wohnterrasse)                                    | | 1860/1870, um                                                                  |                                                                                  | 30084    | |
| 13554        | Sternstraße 51, 53 (Lage) | O   | Etagenhaus                                                                | | 1867                                                                           | Holtz, J. H. L.                                                                  |          | |
| 13556        | Sternstraße 123 (Lage) | O   | Etagenhaus                                                                | | 1869                                                                           |                                                                                  | 30070    | |
| 13557        | Sternstraße 125 (Lage) | O   | Etagenhaus                                                                | | 1869, um                                                                       |                                                                                  | 30070    | |
| 13417        | Stresemannstraße 71 (Lage) | O   | Etagenhaus                                                                | | 1885, um                                                                       |                                                                                  | 30244    | |
| 16347        | Stresemannstraße 73 (Lage) | O   | Etagenhaus                                                                | | 1885, um                                                                       |                                                                                  | 30244    | |
| 13414        | Stresemannstraße 75 (Lage) | O   | Etagenhaus                                                                | | 1885, um                                                                       |                                                                                  | 30244    | |
| 16146        | Stresemannstraße 77a, 77b (Lage) | O   | Wohngebäude (Hinterhaus, Wohnterrasse)                                    | | 1885, um                                                                       |                                                                                  | 30244    | BW |
| 13423        | Stresemannstraße 79 (Lage) | O   | Etagenhaus                                                                | | 1885, um                                                                       |                                                                                  | 30244    | |
| 16875        | Stresemannstraße 81 (Lage) | O   | Etagenhaus                                                                | | 1885, um                                                                       |                                                                                  | 30244    | |
| 13432        | Stresemannstraße 83 (Lage) | O   | Etagenhaus                                                                | | 1885, um                                                                       |                                                                                  | 30244    | |
| 16822        | Stresemannstraße 85 (Lage) | O   | Etagenhaus                                                                | | 1885, um                                                                       |                                                                                  | 30244    | |
| 16877        | Stresemannstraße 87a, 87b, 87e (Lage) | O   | Wohngebäude (Hinterhaus, Wohnterrasse)                                    | | 1885, um                                                                       |                                                                                  | 30244    | BW |
| 14918        | Stresemannstraße 87c, 87d (Lage) | O   | Wohngebäude (Hinterhaus, Wohnterrasse)                                    | | 1885, um                                                                       |                                                                                  | 30244    | |
| 15211        | Stresemannstraße 89 (Lage) | O   | Etagenhaus                                                                | | 1885, um                                                                       | Winkler, Albert                                                                  | 30244    | |
| 15212        | Stresemannstraße 91 (Lage) | O   | Etagenhaus                                                                | | 1885, um                                                                       | Winkler, Albert                                                                  | 30244    | |
| 15215        | Stresemannstraße 93 (Lage) | O   | Etagenhaus                                                                | | 1885, um                                                                       |                                                                                  | 30244    | |
| 16165        | Stresemannstraße 95 (Lage) | O   | Etagenhaus                                                                | | 1885, um                                                                       |                                                                                  | 30244    | |
| 13954        | Stresemannstraße 103 (Lage) | O   | Etagenhaus                                                                | | 1885, um                                                                       |                                                                                  | 30244    | |
| 43773        | Stresemannstraße 114, 119, Max-Brauer-Allee 200, 202, 204, 219, 221, (Lage) | E   | Sternbrücke                                                               | Bahnbrücke, Anlage bestehend aus Bahnbrücke mit Widerlagern und anschließenden bzw. integrierten Gewerbebauten                                                         | 1891/1894, 1926, (gestaltprägender Umbau mit Erneuerung Überbau)               | Königliche Eisenbahn-Direktion Altona                                            | 43773    | |
| 43767        | Stresemannstraße 119 (Lage) | O   | Sternbrücke                                                               | Brücke, Widerlager, Gewerbebau | 1920er Jahre                                                                   |                                                                                  | 43773    | |
| 13360        | Susannenstraße 3, 4, 5 (Lage) | O   | Wohngeschäftshaus                                                         | | 1890, um                                                                       |                                                                                  | 30077    | |
| 13361        | Susannenstraße 6, 7 (Lage) | O   | Wohngeschäftshaus                                                         | | 1890, um                                                                       |                                                                                  | 30077    | |
| 13362        | Susannenstraße 8, 9, 10 (Lage) | O   | Wohngeschäftshaus (Vorderhaus, Wohnterrasse)                              | | 1890, um                                                                       |                                                                                  | 30077    | |
| 13455        | Susannenstraße 9a, 9b (Lage) | O   | Wohnhaus (Wohnterrasse)                                                   | | 1890/91                                                                        | Schmidt, Heinrich                                                                | 30077    | BW |
| 38880        | Susannenstraße 26, 28 (Lage) | E   |                                                                           | Susannenstraße 26–28 |                                                                                |                                                                                  | 38880    | |
| 13456        | Susannenstraße 26 (Lage) | O   | Etagenhaus (Wohn- und Geschäftshaus (nach Umnutzung, u. a. auch Postamt)) | | 19. Jh., 3. Drittel                                                            |                                                                                  | 38880    | |
| 13457        | Susannenstraße 28 (Lage) | O   | Etagenhaus (Wohn- und Geschäftshaus (nach Umnutzung bzw. Erweiterung))    | | 19. Jh., 3. Drittel; 20. Jh., 1. Drittel (Erweiterung um Riegel zur Straße)    |                                                                                  | 38880    | |
| 13458        | Susannenstraße 36 (Lage) | O   | Wohngeschäftshaus                                                         | | 1890, um                                                                       |                                                                                  | 30077    | |
| 13460        | Susannenstraße 42, 43 (Lage) | O   | Wohngeschäftshaus                                                         | | 1890, um                                                                       |                                                                                  |          | |